# بيكرامجيت سينغ
بيكرامجيت سينغ (14 أكتوبر 1992 ببنجاب في الهند - ) هو لاعب كرة قدم هندي في مركز الوسط. لعب مع نادي تشرتشل براذرز ونادي موهون باغان ونادي جوا وIndian Arrows ‏.

## روابط خارجية
- بيكرامجيت سينغ على موقع قاعدة بيانات كرة القدم.إي يو (الإنجليزية)
- بيكرامجيت سينغ على موقع Soccerway.com (الإنجليزية)